# Broadheath (Wielki Manchester)
Broadheath – dzielnica miasta Altrincham, w Anglii, w hrabstwie Wielki Manchester, w dystrykcie Trafford. Leży 1,2 km od centrum miasta Altrincham, 11,9 km od miasta Manchester i 260,3 km od Londynu. W 2011 roku dzielnica liczyła 12 538 mieszkańców.